# Tendaguria
Tendaguria (Tendaguria tanzaniensis) – dinozaur z grupy zauropodów (Sauropoda) o niesprecyzowanej bliżej pozycji systematycznej
Żył w okresie późnej jury (ok. 152 mln lat temu) na terenach Afryki. Długość ciała ok. 20 m, masa ok. 40 t. Jego szczątki znaleziono w Tanzanii w okolicach wzgórza Tendaguru.